# العلاقات الجورجية الميانمارية
العلاقات الجورجية الميانمارية هي العلاقات الثنائية التي تجمع بين جورجيا وميانمار.

## مقارنة بين البلدين
هذه مقارنة عامة ومرجعية للدولتين:
| وجه المقارنة                                              | جورجيا                          | ميانمار          |
| --------------------------------------------------------- | ------------------------------- | ---------------- |
| المساحة (كم2)                                             | 69.70 ألف                       | 676.58 ألف       |
| عدد السكان (نسمة)                                         | 3.72 مليون                      | 53.37 مليون      |
| الكثافة السكانية (ن./كم²)                                 | 53.37                           | 78.88            |
| العاصمة                                                   | تبليسي، كوتايسي                 | نايبيداو، يانغون |
| اللغة الرسمية                                             | اللغة الجورجية، اللغة الأبخازية | اللغة البورمية   |
| العملة                                                    | لاري جورجي                      | كيات ميانماري    |
| الناتج المحلي الإجمالي (بليون دولار)                      | 15.16 مليار                     | 69.32 مليار      |
| الناتج المحلي الإجمالي (تعادل القوة الشرائية) بليون دولار | 35.68 مليار                     | 282.95 مليار     |
| الناتج المحلي الإجمالي الاسمي للفرد دولار أمريكي          | 3.79 ألف                        | 1.16 ألف         |
| الناتج المحلي الإجمالي للفرد دولار أمريكي                 |                                 |                  |
| مؤشر التنمية البشرية                                      | 0.754                           | 0.536            |
| رمز المكالمات الدولي                                      | +995                            | +95              |
| رمز الإنترنت                                              | .ge، .გე ‏                       | .mm              |
| المنطقة الزمنية                                           | ت ع م+04:00                     | ت ع م+06:30      |

## منظمات دولية مشتركة
يشترك البلدان في عضوية مجموعة من المنظمات الدولية، منها:
| علم المنظمة | اسم المنظمة                   | تاريخ انضمام جورجيا | تاريخ انضمام ميانمار |
| ----------- | ----------------------------- | ------------------- | -------------------- |
|             | مؤسسة التنمية الدولية         | 31 أغسطس 1993       | 5 نوفمبر 1962        |
|             | المنظمة الهيدروغرافية الدولية | ?                   | ?                    |
|             | مؤسسة التمويل الدولية         | 29 يونيو 1995       | 3 ديسمبر 1956        |
|             | يونسكو                        | 7 أكتوبر 1992       | 27 يونيو 1949        |
|             | الأمم المتحدة                 | 31 يوليو 1992       | 19 أبريل 1948        |
|             | الاتحاد الدولي للاتصالات      | 7 يناير 1993        | 15 سبتمبر 1937       |
|             | البنك الدولي للإنشاء والتعمير | 7 أغسطس 1992        | 3 يناير 1952         |
|             | الاتحاد البريدي العالمي       | ?                   | ?                    |
|             | منظمة التجارة العالمية        | 14 يونيو 2000       | ?                    |

## وصلات خارجية
- موقع وزارة الخارجية الجورجية
- موقع وزارة الخارجية الميانمارية